# Panagiōtīs Kone
Panagiōtīs Geōrgios Kone (in greco Παναγιώτης Γεώργιος Κονέ?; Tirana, 26 luglio 1987) è un dirigente sportivo ed ex calciatore greco, di ruolo centrocampista.

## Biografia
Nasce a Tirana, figlio di professori, in una famiglia di origine ellenica. All'età di due anni emigra in Grecia con la famiglia, in cerca di maggior fortuna e stabilità, e cambia anche nome passando da Gjergj a Panagiōtīs, ovvero «tutto santo» in lingua greca.

## Caratteristiche tecniche
Poteva giocare come trequartista, esterno offensivo o interno in un centrocampo a 3. Dotato di buona tecnica, era abile a giocare box-to-box.

## Carriera

### Giocatore

#### Club

##### Gli esordi in Grecia, Lens e Brescia
Cresciuto nel vivaio dell'Olympiacos, passa presto al Lens, nel campionato francese. Dopo una stagione nelle giovanili del club transalpino, firma il suo primo contratto professionistico con l'AEK Atene, adottando subito la maglia numero dieci che veste fino all'arrivo in squadra del più noto Rivaldo; negli anni a Nea Filadelfia si guadagna dai tifosi il soprannome di "Coltellino dei Balcani", che manterrà per il resto della carriera. Nel 2008 passa all'Īraklīs di Salonicco, dove rimane due stagioni segnando 8 reti.
Nell'agosto 2010 passa a titolo definitivo al Brescia, squadra italiana neopromossa in Serie A. Segna il suo primo gol con la maglia delle rondinelle il 26 settembre sul campo del Bari.

##### Bologna
Il 31 agosto 2011 passa al Bologna con la formula del prestito con diritto di riscatto a favore dei felsinei. Con la maglia rossoblù segna un gol il 26 febbraio 2012 contro l'Udinese. A fine campionato il cartellino del giocatore non viene riscattato dal club bolognese; ciò nonostante, il 31 agosto torna in Emilia in compartecipazione.
Il suo primo gol nella stagione 2012-2013 arriva in occasione del 4-0 in casa contro il Catania, siglando l'ultima rete a tempo scaduto. Nel mese di dicembre realizza, nel giro di tre giorni, due reti in trasferta al Napoli, entrambe decisive per il risultato finale: dapprima sigla il momentaneo 2-2 (vincerà poi il Bologna per 3-2) nella sfida di campionato, con una spettacolare sforbiciata – che gli vale l'inserimento tra i finalisti al FIFA Puskás Award quale gol più bello dell'anno –, mentre nel successivo ottavo di finale di Coppa Italia segna allo scadere la rete del 2-1, che elimina i detentori della coppa e qualifica il Bologna ai quarti (traguardo che la squadra felsinea non raggiungeva dall'edizione 1998-1999). È questa la miglior stagione sul piano realizzativo per il greco, con 6 gol in campionato e 1 in coppa.
A fine torneo, a differenza di quanto accaduto dodici mesi prima, Kone viene interamente riscattato dai rossoblù che, per acquisirne la seconda metà, versano 1,6 milioni di euro nelle casse del Brescia. La stagione 2013-2014, l'ultima a Bologna, inizia con una rete alla Sampdoria nel 2-2 interno di campionato al Dall'Ara; a fine torneo, nonostante il contributo del centrocampista con 5 reti, la formazione felsinea retrocede in Serie B.

##### Udinese, Fiorentina e Granada
Nel corso del calciomercato estivo il calciatore rimane nella massima serie italiana, passando il 13 agosto 2014 a titolo definitivo all'Udinese per 4,5 milioni di euro. Segna il suo primo gol per la squadra friulana il 22 marzo 2015, quello del definitivo 2-2 nella partita casalinga contro la Fiorentina.
Il 1º febbraio 2016 passa in prestito proprio al club viola, con diritto di riscatto fissato a 5 milioni di euro. Esordisce il 10 aprile nella gara di campionato persa sul campo dell'Empoli (2-0). Dopo essere tornato all'Udinese per la prima parte del campionato 2016-2017, il 19 gennaio 2017 viene ingaggiato dal Granada, nella prima divisione spagnola.

##### AEK Atene e Western Melbourne
Nell'annata 2017-2018 l'Udinese lo cede in prestito all'AEK Atene, contribuendo da comprimario alla vittoria del campionato greco; un successo storico, poiché arrivato a ben 24 anni di distanza dal precedente trionfo ateniese. Frattanto svincolatosi dal club friulano al termine della stagione, rimane inattivo per i successivi sette mesi prima di accasarsi, nel gennaio 2019, alla formazione australiana del Western Utd.
L'8 ottobre 2020, all'età di 33 anni, annuncia il suo ritiro dal calcio giocato.

#### Nazionale
Dopo aver collezionato 12 presenze con le nazionali elleniche giovanili, è stato convocato dal commissario tecnico della nazionale maggiore, Fernando Santos, per le partite di qualificazione al campionato d'Europa 2012 contro Georgia e Croazia. Ha preso parte ai Mondiali 2014, disputando tutte e tre le gare prima dell'uscita ai gironi. Il 6 giugno 2014 realizza il suo primo gol, in amichevole (vinta per 2-1) contro la Bolivia. Disputa la sua ultima partita nell'ottobre 2015, contro l'Ungheria, andando a segno per la seconda (e ultima) volta con la maglia biancoazzurra.

### Dopo il ritiro
Il 23 dicembre 2020 assume l'incarico di direttore tecnico dell'AEK Atene.

## Statistiche

### Presenze e reti nei club
Statistiche aggiornate al 13 ottobre 2019.
| Stagione         | Squadra          | Campionato       | Campionato | Campionato | Coppe nazionali | Coppe nazionali | Coppe nazionali | Coppe europee | Coppe europee | Coppe europee | Altre coppe | Altre coppe | Altre coppe | Totale | Totale |
| Stagione         | Squadra          | Comp             | Pres       | Reti       | Comp            | Pres            | Reti            | Comp          | Pres          | Reti          | Comp        | Pres        | Reti        | Pres   | Reti   |
| ---------------- | ---------------- | ---------------- | ---------- | ---------- | --------------- | --------------- | --------------- | ------------- | ------------- | ------------- | ----------- | ----------- | ----------- | ------ | ------ |
| 2006-2007        | AEK Atene        | SL               | 12         | 1          | CG              | 0               | 0               | CU            | 1             | 0             | -           | -           | -           | 13     | 1      |
| 2007-2008        | AEK Atene        | SL               | 10+2       | 1          | CG              | 2               | 0               | UCL+CU        | 1+5           | 0+1           | -           | -           | -           | 20     | 2      |
| 2008-2009        | Īraklīs          | SL               | 25         | 3          | CG              | 1               | 0               | -             | -             | -             | -           | -           | -           | 26     | 3      |
| 2009-2010        | Īraklīs          | SL               | 24         | 5          | CG              | 1               | 0               | -             | -             | -             | -           | -           | -           | 25     | 5      |
| Totale Iraklis   | Totale Iraklis   | Totale Iraklis   | 49         | 8          |                 | 2               | 0               |               | -             | -             |             | -           | -           | 51     | 8      |
| 2010-2011        | Brescia          | A                | 31         | 1          | CI              | 0               | 0               | -             | -             | -             | -           | -           | -           | 31     | 1      |
| 2011-2012        | Bologna          | A                | 31         | 1          | CI              | 0               | 0               | -             | -             | -             | -           | -           | -           | 31     | 1      |
| ago. 2012        | Brescia          | B                | 0          | 0          | CI              | 1               | 0               | -             | -             | -             | -           | -           | -           | 1      | 0      |
| Totale Brescia   | Totale Brescia   | Totale Brescia   | 31         | 1          |                 | 1               | 0               |               | -             | -             |             | -           | -           | 32     | 1      |
| ago. 2012-2013   | Bologna          | A                | 31         | 6          | CI              | 3               | 1               | -             | -             | -             | -           | -           | -           | 34     | 7      |
| 2013-2014        | Bologna          | A                | 28         | 5          | CI              | 1               | 0               | -             | -             | -             | -           | -           | -           | 29     | 5      |
| Totale Bologna   | Totale Bologna   | Totale Bologna   | 90         | 12         |                 | 4               | 1               |               | -             | -             |             | -           | -           | 94     | 13     |
| 2014-2015        | Udinese          | A                | 28         | 1          | CI              | 3               | 1               | -             | -             | -             | -           | -           | -           | 31     | 2      |
| 2015-gen. 2016   | Udinese          | A                | 5          | 0          | CI              | 2               | 1               | -             | -             | -             | -           | -           | -           | 7      | 1      |
| gen.-giu. 2016   | Fiorentina       | A                | 1          | 0          | CI              | 0               | 0               | UEL           | 0             | 0             | -           | -           | -           | 1      | 0      |
| 2016-gen. 2017   | Udinese          | A                | 5          | 0          | CI              | 0               | 0               | -             | -             | -             | -           | -           | -           | 5      | 0      |
| Totale Udinese   | Totale Udinese   | Totale Udinese   | 38         | 1          |                 | 5               | 2               |               | -             | -             |             | -           | -           | 43     | 3      |
| gen.-giu. 2017   | Granada          | PD               | 2          | 0          | CR              | -               | -               | -             | -             | -             | -           | -           | -           | 2      | 0      |
| 2017-2018        | AEK Atene        | SL               | 13         | 1          | CG              | 5               | 0               | UEL           | 2             | 0             | -           | -           | -           | 20     | 1      |
| Totale AEK Atene | Totale AEK Atene | Totale AEK Atene | 35+2       | 3          |                 | 7               | 0               |               | 9             | 1             |             | -           | -           | 53     | 4      |
| 2019-2020        | Western Utd      | AL               | 15         | 2          |                 | -               | -               | -             | -             | -             |             | -           | -           | 15     | 2      |
| Totale carriera  | Totale carriera  | Totale carriera  | 263        | 27         |                 | 19              | 3               |               | 9             | 1             |             | -           | -           | 291    | 31     |

### Cronologia presenze e reti in nazionale
| Cronologia completa delle presenze e delle reti in nazionale ― Grecia | Cronologia completa delle presenze e delle reti in nazionale ― Grecia | Cronologia completa delle presenze e delle reti in nazionale ― Grecia | Cronologia completa delle presenze e delle reti in nazionale ― Grecia | Cronologia completa delle presenze e delle reti in nazionale ― Grecia | Cronologia completa delle presenze e delle reti in nazionale ― Grecia | Cronologia completa delle presenze e delle reti in nazionale ― Grecia | Cronologia completa delle presenze e delle reti in nazionale ― Grecia |
| Data                                                                  | Città                                                                 | In casa                                                               | Risultato                                                             | Ospiti                                                                | Competizione                                                          | Reti                                                                  | Note                                                                  |
| --------------------------------------------------------------------- | --------------------------------------------------------------------- | --------------------------------------------------------------------- | --------------------------------------------------------------------- | --------------------------------------------------------------------- | --------------------------------------------------------------------- | --------------------------------------------------------------------- | --------------------------------------------------------------------- |
| 17-11-2010                                                            | Vienna                                                                | Austria                                                               | 1 – 2                                                                 | Grecia                                                                | Amichevole                                                            | -                                                                     | 46’                                                                   |
| 9-2-2011                                                              | Larissa                                                               | Grecia                                                                | 1 – 0                                                                 | Canada                                                                | Amichevole                                                            | -                                                                     | 61’                                                                   |
| 26-3-2011                                                             | Ta' Qali                                                              | Malta                                                                 | 0 – 1                                                                 | Grecia                                                                | Qual. Euro 2012                                                       | -                                                                     | 81’                                                                   |
| 29-3-2011                                                             | Atene                                                                 | Grecia                                                                | 0 – 0                                                                 | Polonia                                                               | Amichevole                                                            | -                                                                     | 66’                                                                   |
| 7-6-2011                                                              | New York                                                              | Ecuador                                                               | 1 – 1                                                                 | Grecia                                                                | Amichevole                                                            | -                                                                     | 63’                                                                   |
| 10-8-2011                                                             | Sarajevo                                                              | Bosnia ed Erzegovina                                                  | 0 – 0                                                                 | Grecia                                                                | Amichevole                                                            | -                                                                     | 72’                                                                   |
| 11-10-2011                                                            | Tbilisi                                                               | Georgia                                                               | 1 – 2                                                                 | Grecia                                                                | Qual. Euro 2012                                                       | -                                                                     | 91’                                                                   |
| 11-11-2011                                                            | Atene                                                                 | Grecia                                                                | 1 – 1                                                                 | Russia                                                                | Amichevole                                                            | -                                                                     | 68’                                                                   |
| 15-11-2011                                                            | Altach                                                                | Grecia                                                                | 1 – 3                                                                 | Romania                                                               | Amichevole                                                            | -                                                                     | 65’                                                                   |
| 26-5-2012                                                             | Kufstein                                                              | Grecia                                                                | 1 – 1                                                                 | Slovenia                                                              | Amichevole                                                            | -                                                                     | 72’ 92’                                                               |
| 6-2-2013                                                              | Atene                                                                 | Grecia                                                                | 0 – 0                                                                 | Svizzera                                                              | Amichevole                                                            | -                                                                     | 70’                                                                   |
| 14-8-2013                                                             | Salisburgo                                                            | Austria                                                               | 0 – 2                                                                 | Grecia                                                                | Amichevole                                                            | -                                                                     | 83’ 85’                                                               |
| 6-9-2013                                                              | Vaduz                                                                 | Liechtenstein                                                         | 0 – 1                                                                 | Grecia                                                                | Qual. Mondiali 2014                                                   | -                                                                     | 22’ 46’                                                               |
| 15-10-2013                                                            | Atene                                                                 | Grecia                                                                | 2 – 0                                                                 | Liechtenstein                                                         | Qual. Mondiali 2014                                                   | -                                                                     | 9’ 46’                                                                |
| 30-6-2014                                                             | Chester                                                               | Nigeria                                                               | 0 – 0                                                                 | Grecia                                                                | Amichevole                                                            | -                                                                     | 46’                                                                   |
| 6-6-2014                                                              | Harrison                                                              | Bolivia                                                               | 1 – 2                                                                 | Grecia                                                                | Amichevole                                                            | 1                                                                     | 59’                                                                   |
| 14-6-2014                                                             | Belo Horizonte                                                        | Colombia                                                              | 3 – 0                                                                 | Grecia                                                                | Mondiali 2014 - 1º turno                                              | -                                                                     |                                                                       |
| 19-6-2014                                                             | Natal                                                                 | Giappone                                                              | 0 – 0                                                                 | Grecia                                                                | Mondiali 2014 - 1º turno                                              | -                                                                     | 81’                                                                   |
| 25-6-2014                                                             | Fortaleza                                                             | Grecia                                                                | 2 – 1                                                                 | Costa d'Avorio                                                        | Mondiali 2014 - 1º turno                                              | -                                                                     | 12’                                                                   |
| 7-9-2014                                                              | Atene                                                                 | Grecia                                                                | 0 – 1                                                                 | Romania                                                               | Qual. Euro 2016                                                       | -                                                                     | 65’ 94’                                                               |
| 14-11-2014                                                            | Atene                                                                 | Grecia                                                                | 0 – 1                                                                 | Fær Øer                                                               | Qual. Euro 2016                                                       | -                                                                     |                                                                       |
| 18-11-2014                                                            | La Canea                                                              | Grecia                                                                | 0 – 2                                                                 | Serbia                                                                | Amichevole                                                            | -                                                                     | 57’ 64’                                                               |
| 29-3-2015                                                             | Budapest                                                              | Ungheria                                                              | 0 – 0                                                                 | Grecia                                                                | Qual. Euro 2016                                                       | -                                                                     | 64’ 77’                                                               |
| 13-6-2015                                                             | Tórshavn                                                              | Fær Øer                                                               | 2 – 1                                                                 | Grecia                                                                | Qual. Euro 2016                                                       | -                                                                     | 81’                                                                   |
| 4-9-2015                                                              | Il Pireo                                                              | Grecia                                                                | 0 – 1                                                                 | Finlandia                                                             | Qual. Euro 2016                                                       | -                                                                     | 68’                                                                   |
| 7-9-2015                                                              | Bucarest                                                              | Romania                                                               | 0 – 0                                                                 | Grecia                                                                | Qual. Euro 2016                                                       | -                                                                     | 54’                                                                   |
| 8-10-2015                                                             | Belfast                                                               | Irlanda del Nord                                                      | 3 – 1                                                                 | Grecia                                                                | Qual. Euro 2016                                                       | -                                                                     | 71’                                                                   |
| 11-10-2015                                                            | Il Pireo                                                              | Grecia                                                                | 4 – 3                                                                 | Ungheria                                                              | Qual. Euro 2016                                                       | 1                                                                     | 72’                                                                   |
| Totale                                                                |                                                                       | Presenze                                                              | 28                                                                    |                                                                       | Reti                                                                  | 2                                                                     |                                                                       |

## Palmarès

### Club
- Campionato greco: 1

AEK Atene: 2017-2018